# 8193 Ciaurro
8193 Ciaurro (1993 SF) là một tiểu hành tinh vành đai chính.